# Bronisław Wyhowski
Bronisław Wyhowski (ur. 31 grudnia 1872?/12 stycznia 1873 w Babiniczach, zm. 15 czerwca 1925) – pułkownik piechoty Wojska Polskiego.

## Życiorys
Bronisław Wyhowski urodził się 12 stycznia 1873 roku w rodzinnym majątku Babinicze. Uczył się w Mścisławiu. W 1892 roku, po ukończeniu Czugujewskiej Szkoły Wojskowej w Czuhujiwie, rozpoczął zawodową służbę wojskową w Armii Imperium Rosyjskiego. Walczył na wojnie rosyjsko-japońskiej i w czasie I wojny światowej. W 1917 roku, po rewolucji lutowej, osiedlił się z rodziną w Irkucku. W lipcu 1918 roku wstąpił do Polskiego Legionu Irkuckiego. W listopadzie 1918 roku na czele Legionu przybył do Nowonikołajewska, gdzie został wcielony do 5 Dywizji Strzelców Polskich i wyznaczony na stanowisko zastępcy dowódcy 3 pułku strzelców polskich. Na tym stanowisku walczył w wojnie domowej w Rosji. Po kapitulacji dywizji „spędził 23 miesiące w różnych więzieniach bolszewickich, cierpiąc niesłychane katusze fizyczne i moralne, oczekując z godziny na godzinę wyroku śmierci”. W 1922 roku, w ramach wymiany jeńców, powrócił do Polski. 
20 lipca 1922 roku został przyjęty do Rezerwy wojska, w korpusie oficerów piechoty, z równoczesnym wcieleniem do 43 pułku piechoty, jako oddziału macierzystego. 26 sierpnia 1922 roku został powołany do służby czynnej w Baonach Celnych z równoczesnym oddaniem do dyspozycji Głównej Komendy Baonów Celnych. Następnie pełnił służbę na stanowisku komendanta wojewódzkiego Straży Granicznej w Nowogródku. Zweryfikowany w stopniu pułkownika ze starszeństwem z dniem 1 czerwca 1919 roku i 8. lokatą w korpusie oficerów rezerwy piechoty. W 1923 roku był wykazywany jako oficer rezerwy 34 pułku piechoty w Białej Podlaskiej. Z dniem 1 października 1924 roku został „zwolniony z szeregów armii”, a z dniem 31 grudnia tego roku przeniesiony w stan spoczynku. Mieszkał w Brześciu nad Bugiem, w kolonii urzędniczej nr 14/2. Zmarł 15 czerwca 1925 roku na paraliż serca. Pochowany na cmentarzu w Krzemieńcu. Był żonaty. Miał dwie córki.

## Ordery i odznaczenia
- Krzyż Walecznych[4]
- Cesarski i Królewski Order Świętego Stanisława II klasy z Mieczami[10]
- Order Świętego Włodzimierza IV klasy[11]
- Broń Złota „Za Waleczność”[12]